# Đồ thị dòng thời gian của Vụ Nổ Lớn
Biểu đồ họa dòng thời gian Vụ Nổ Lớn hiển thị dãy các sự kiện như giả thuyết của các nhà khoa học hiện thời.
Dòng được biểu thị theo thang logarit theo mức cơ sở {\displaystyle 10\cdot \log _{10}} giây. Ví dụ 1 micro giây sẽ là {\displaystyle 10\cdot \log _{10}0.000001=10\cdot (-6)=-60}. Để chuyển đổi -30 đọc trên thang đo để tính ra giây: {\displaystyle 10^{-{\frac {30}{10}}}=10^{-3}=0.001} second = 1 millisecond.